# Hulstina formosata
Hulstina formosata är en fjärilsart som beskrevs av George Duryea Hulst 1896. Hulstina formosata ingår i släktet Hulstina och familjen mätare. Inga underarter finns listade i Catalogue of Life.